# Reserva índia Alexis Whitecourt 232
La Reserva índia Alexis Whitecourt 232 és una reserva índia a Alberta i té 86 residents. És una de les quatre reserves sota govern de la Primera Nació Alexis Nakota Sioux.